# Аеросолни генератор
Аеросолни генератор спада у машине за растурање заштитних средстава. Аеросолни генератори раде на принципу довођења у води растворених пестицида у ваздушну струју која се креће великом брзином. Раствор пестицида ту испарава, а по избацивању из генератора, кондензују се у фине капи које приањају уз предмет који се третира (биљку). Домет аеросолних генератора је до 40 m.

## Принцип рада
Технолошки процес рада аеросолних генератора састоји се у томе што у цев за сагоревање пумпа убацује бензин који се пали свећицом и ствара ужарену гасну смешу. Другом пумпом у исту цев се убацује течни хемијски препарат у распршеном стању. Ваздух, потребан за сагоревање бензина и стварање ваздушне струје, убацује се компресором. Јака ваздушна струја из компресора појачава се експлозијом бензина и захвата распршену течност која нагло испарава и усмерава се ка излазном делу цеви. Пречник аплицираних капи је 0,5 - 50 µm.
Аеросолни гернератори имају погонски мотор од око 10 kW који покреће пумпе за бензин и раствор пестицида, као и компресор, а свећицу снабдева електричним енергијом. 

## Типови аеросолних генератора
Генератор може да буде ручни (мањи), да се монтира на камион или да буде прикључно оруђе за трактор од кога добија погон преко прикључног вратила. Постоје и варијанте без ужарене гасне смеше при чему распршивање раствора пестицида врши дизна, а ваздушну струју обезбеђије компресор. 